# تفجيرات بغداد تموز 2010
تفجيرات بغداد تموز 2010 هي سلسة من الهجمات الارهابية من قبل اشخاص انتحاريين أو باستخدام القنابل في بغداد في العراق اودت بحياة مالا يقل عن 70 شخصاً مع سقوط 400 جريح  وطالت الشيعة الذاهبين لزيارة ضريح الامام الكاظم

## التفجيرات
خلال احياء الشيعة لذكرى شهادة الامام الكاظم وهي مناسبة عظيمة لديهم وقع الهجوم الأول في الساعات الأولى من يوم 6 تموز 2010 أثناء توافد الالاف من الشيعة إلى بغداد سيراً على الاقدام واستهدف الانفجار الأول مخيمات استقبال الزائرين والتي تقدم لهم الطعام والشراب مجانا بعد ساعات ضربت قنبلة أخرى بجوار منطقة باب المعظم اما الثالثة فقد انفجرت في حي المشتل جنوب شرق بغداد  في اليوم التالي 7 تموز 2010 وقع انفجار انتحاري عنيف في منطقة الاعظمية في تمام الساعة 7.40 مساءً قرب مرقد أبو حنيفة النعمان حيث قام شخص انتحاري بتفجير نفسه وسط حشود الزائرين مما أسفر عن وقوع 30 قتيل و 136 جريحا  اما يوم 8 تموز 2010 فقد قتل 11 من الزوار واصيب 36 اخرون في سلسلة انفجارات مختلفة طالت عدد من احياء وضواحي بغداد حيث انفجرت عبوة ناسفة بين اليرموك والحارثية في غرب بغداد مما اسفر عن مقتل ستة واصابة 18 اخرين بجروح خطيرة واصيب تسعة اشخاص بجروح بانفجار في شارع حيفا وسط بغداد كما قتل اعداد من الزائرين بعبوات ناسفة وقنابل وضعت على جوانب الطرق المؤدية إلى الكاظمية  وبالرغم من الإجراءات المشددة التي فرضتها القوات الأمنية ومنع التجوال مع اغلاق الطرق الرئيسية إلا أن ذلك لم يمنع من وقوع الانفجارات التي راح ضحيتها الالاف من الشيعة.